# Allison Park
Allison Park es un lugar designado por el censo ubicado en el condado de Allegheny en el estado estadounidense de Pensilvania. En el año 2010 tenía una población de 21 552 habitantes.

## Geografía
Allison Park se encuentra ubicado en las coordenadas 40°34′21″N 79°57′58″O / 40.57250, -79.96611.